# Pattinaggio di velocità agli XI Giochi olimpici invernali - 1500 m femminile
La competizione dei 1500 m femminili di pattinaggio di velocità agli XI Giochi olimpici invernali si è svolta il giorno 9 febbraio 1972 sulla pista del Makomanai Open Stadium a Sapporo.

## La gara
Questa era la prima prova femminile di questi giochi olimpici, sebbene non ci fosse una chiara favorita, molte pattinatrici erano altamente considerate. 
Tra queste la sovietica Nina Statkevich, campionessa del mondo 1971, l'olandese Atje Keulen-Deelstra, campionessa del mondo 1970 e recente vincitrice del Campionato Europeo 1972; la connazionale Stien Kaiser primatista mondiale con 2'15"8 ottenuto nel gennaio 1971 a Davos e la statunitense Dianne Holum, che aveva vinto i 1.000 ai Campionati Mondiali del 1971, e classificandosi quarta in classifica generale nel 1970 e nel 1971. 
Nella prima batteria la Keulen-Deelstra con 2'22"05 ottenne il nuovo record olimpico. 
Nella quinta batteria presero parte la Holum e la Statkevich. Per 700 metri furono appaiate alla Keulen-Deelstra rispetto ai tempi intermedi, poi la  Holum allungò, finendo in 2'20"85, che le valse il primato olimpico e la medaglia d'oro. 
La Statkevich, invece, cadde finendo solo sesta. Nella dodicesima batteria la Baas-Kaiser, iniziò molto lentamente, e nonostante abbia fatto il giro più veloce, cadde poco prima dell'arrivo finendo in 2'21"05 che però le vale la medaglia d'argento. 
Il tempo della Keulen-Deelstra resiste al bronzo.

## Risultati
| Pos.    | Atleta               | Nazione          | 300 m. | 700 m.  | 1100 m. | 1500 m. | Nota            |
| ------- | -------------------- | ---------------- | ------ | ------- | ------- | ------- | --------------- |
| Oro     | Dianne Holum         | Stati Uniti      | 28"99  | 1'04"67 | 1'41"96 | 2'20"85 | Record olimpico |
| Argento | Stien Kaiser         | Paesi Bassi      | 30"17  | 1'06"18 | 1'43"01 | 2'21"05 |                 |
| Bronzo  | Atje Keulen-Deelstra | Paesi Bassi      | 28"76  | 1'05"17 | 1'43"30 | 2'22"05 |                 |
| 4       | Ellie van den Brom   | Paesi Bassi      | 28"69  | 1'03"46 | 1'41"23 | 2'22"27 |                 |
| 5       | Rosemarie Taupadel   | Germania Est     | 29"49  | 1'05"65 | 1'43"11 | 2'22"35 |                 |
| 6       | Nina Statkevich      | Unione Sovietica | 29"08  | 1'04"71 | 1'42"89 | 2'23"19 |                 |
| 7       | Connie Carpenter     | Stati Uniti      | 29"87  | 1'05"23 | 1'43"44 | 2'23"93 |                 |
| 8       | Sigrid Sundby        | Norvegia         | 29"25  | 1'05"72 | 1'44"22 | 2'24"07 |                 |
| 9       | Kapitolina Seryogina | Unione Sovietica | 30"15  | 1'06"96 | 1'44"56 | 2'24"29 |                 |
| 10      | Monika Pflug         | Germania Ovest   | 29"25  | 1'04"64 | 1'43"19 | 2'24"69 |                 |
| 11      | Satomi Koike         | Giappone         | 30"10  | 1'06"28 | 1'45"14 | 2'25"16 |                 |
| 12      | Kim Bok-Soon         | Corea del Nord   | 31"25  | 1'07"71 | 1'45"92 | 2'25"48 |                 |
| 13      | Han Pil-hwa          | Corea del Nord   | 29"4   | 1'05"1  | 1'43"7  | 2'25"64 |                 |
| 14      | Lyudmila Savrulina   | Unione Sovietica | 30"0   | 1'06"0  | 1'45"1  | 2'25"85 |                 |
| 15      | Paula Dufter         | Germania Ovest   | 29"79  | 1'06"03 | 1'44"77 | 2'26"00 |                 |
| 16      | Tuula Vilkas         | Finlandia        | 30"11  | 1'07"89 | 1'46"73 | 2'27"09 |                 |
| 17      | Emiko Taguchi        | Giappone         | 30"5   | 1'07"3  | 1'47"0  | 2'28"19 |                 |
| 18      | Kaname Ide           | Giappone         | 30"4   | 1'07"5  | 1'47"1  | 2'28"34 |                 |
| 19      | Lisbeth Korsmo       | Norvegia         | 29"10  | 1'07"26 | 1'47"36 | 2'28"36 |                 |
| 20      | Sylvia Filipsson     | Svezia           | 30"97  | 1'08"17 | 1'47"73 | 2'29"38 |                 |
| 21      | Sylvia Burka         | Canada           | 28"6   | 1'05"0  | 1'45"8  | 2'29"60 |                 |
| 22      | Choi Jung-Hui        | Corea del Sud    | 31"24  | 1'08"30 | 1'48"39 | 2'29"79 |                 |
| 23      | Kirsti Biermann      | Norvegia         | 30"01  | 1'07"64 | 1'47"67 | 2'29"94 |                 |
| 24      | Leah Poulos          | Stati Uniti      | 29"2   | 1'06"4  | 1'47"8  | 2'31"29 |                 |
| 25      | Ylva Hedlund         | Svezia           | 29"47  | 1'06"94 | 1'47"82 | 2'31"31 |                 |
| 26      | Ann-Sofie Järnström  | Svezia           | 29"85  | 1'08"01 | 1'49"50 | 2'31"53 |                 |
| 27      | Gayle Gordon         | Canada           | 29"70  | 1'07"44 | 1'48"66 | 2'31"86 |                 |
| 28      | Jeon Seon-Ok         | Corea del Sud    | 30"6   | 1'08"2  | 1'49"2  | 2'32"06 |                 |
| 29      | Kim Myung-Ja         | Corea del Nord   | 30"78  | 1'08"47 | 1'48"90 | 2'32"55 |                 |
| 30      | Jennifer Jackson     | Canada           | 31"1   | 1'08"9  | 1'50"7  | 2'35"22 |                 |
| 31      | Monika Stützle       | Germania Ovest   | 31"51  | 1'09"41 | 1'51"37 | 2'37"15 |                 |